# 雲州区
雲州区（うんしゅう-く）は中華人民共和国山西省大同市に位置する市轄区。

## 歴史
1048年（重熙17年）、遼により雲中県より大同県が分割設置された。1265年（至元2年）、元朝により雲中県が廃止となり大同県に編入された。1288年（至元25年）に大同路路治とされ、明清代には大同府府治とされた。
1949年には察哈爾省に移管され、県城区を分割し大同市が設置された。1952年に山西省に移管、1954年には懐仁県と統合され大仁県とされた。1958年に大仁県は廃止、大同市に編入されたが、1964年に懐仁県と共に大同県が再設置され、2018年に市轄区の雲州区に改編され現在に至る。

## 行政区画
- 街道：西坪鎮、倍加造鎮、周士荘鎮
- 郷：吉家荘郷、峰峪郷、杜荘郷、党留荘郷、聚楽郷、許堡郷

## 名所
- 桑干河国家湿地公園
- 大同火山群国家級地質公園
- 狼窩山
- 大同睡仏
- 昊天禅寺
- 呂家大院
- 雲州区生態公園
- 大同土林
- 万龍白登山スキー場
- 「白登山の戦い」遺跡
- 許堡古堡
- 龍鳳寺
- 普渡寺
- 地蔵寺